# Paraamblyseius multicircularis
Paraamblyseius multicircularis är en spindeldjursart som beskrevs av Gondim Jr. och Moraes 200. Paraamblyseius multicircularis ingår i släktet Paraamblyseius och familjen Phytoseiidae. Inga underarter finns listade i Catalogue of Life.